# Шидловиці
Шидловиці (пол. Szydłowice, нім. Scheidelwitz) — село в Польщі, у гміні Любша Бжезького повіту Опольського воєводства.
Населення — 424 особи (2011).

## Демографія
Демографічна структура станом на 31 березня 2011 року:
|          | Загалом | Допрацездатний вік | Працездатний вік | Постпрацездатний вік |
| -------- | ------- | ------------------ | ---------------- | -------------------- |
| Чоловіки | 218     | 24                 | 170              | 24                   |
| Жінки    | 206     | 34                 | 132              | 40                   |
| Разом    | 424     | 58                 | 302              | 64                   |